# ناصر مناسل
ناصر مناسل (انگلیسی: Nasser Menassel؛ زادهٔ ۶ ژانویهٔ ۱۹۸۳) بازیکن فوتبال اهل فرانسه است.